# 藍敏
藍敏（1921年7月15日—2002年9月23日），是一位出身屏東里港的商人。

## 生平
1921年，藍敏出生於屏東郡里港庄二二三番地；她的先祖是藍鼎元，父親是藍高川。
1939年，藍敏畢業於臺北州立臺北第一高等女學校，隨後前往東京女子大學外文系就讀；不久，她的父親逝世，她返回家鄉處理父親後事。接著，她又前往上海，於聖約翰大學攻讀政治系並在金陵大學修習國際法。
中國抗日戰爭發生後，藍敏曾自福建省徒步前往江西省向戴笠提供關於盟軍登陸臺灣作戰的建議，並為其攜帶發報機返回臺灣。不久，藍敏又因兄長藍家精成為戰犯而再度前往南京，並與徐永昌的次子徐元德結婚。
戰後，藍敏曾投資於貿易公司、金山農場，並一度取得可口可樂的臺灣代理權。